# Uvaria capuronii
Uvaria capuronii är en kirimojaväxtart som beskrevs av Monique Keraudren. Uvaria capuronii ingår i släktet Uvaria och familjen kirimojaväxter. Inga underarter finns listade i Catalogue of Life.